# 1182

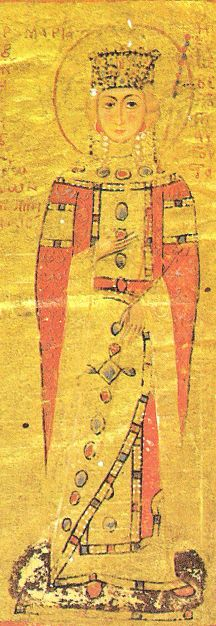
Maria van Antiochië

Het jaar 1182 is het 82e jaar in de 12e eeuw volgens de christelijke jaartelling.

## Gebeurtenissen
februari
- 4 - Kroonprins Ruben van Cilicisch Armenië trouwt met Isabella van Toron

mei
- 16 - Kroonprins Emmerik van Hongarije wordt tot medekoning gekroond.
- 19 - Het hoogaltaar van de Notre-Dame van Parijs wordt gewijd door de pauselijke nuntius en de aartsbisschop van Parijs.

zonder datum
- Andronikos Komnenos trekt op tegen Constantinopel. Er komt een slachting onder de Latijnen, en ook keizerin-moeder Maria van Antiochië wordt ter dood gebracht. Andronikos stelt zich op als 'beschermer' van de jonge keizer Alexios II Komnenos.
- Slag bij kasteel Belfort: Het koninkrijk Jeruzalem slaat een inval van Saladin af.
- Paus Lucius III vlucht uit Rome en zetelt in Velletri.
- Bisschop Boudewijn van Holland van Utrecht belegert het kasteel van Coevorden waarbij de stad grotendeels verwoest wordt. Hij stelt zijn broer graaf Otto I van Bentheim aan als nieuwe kasteelheer.
- Het deel van Cheshire ten noorden van de Mersey splitst zich af en vormt het graafschap Lancashire.
- Het burggraafschap Fezenzaguet wordt gevormd, met Bernard, de neef van leenheer Bernard IV van Armagnac, als burggraaf.
- Kloosterstichtingen: Herkenrode (jaartal bij benadering), Lidlum, Zirc
- Oudst bekende vermelding: Momignies

## Opvolging
- patriarch van Alexandrië (Grieks) - Theodosius III opgevolgd door Elias III
- Auvergne - Willem VIII opgevolgd door zijn zoon Robert IV
- Denemarken - Waldemar I opgevolgd door zijn zoon Knoet VI
- Évreux - Amalrik III opgevolgd door zijn zoon Amalrik IV
- Gelre - Hendrik I opgevolgd door zijn zoon Otto I
- Orange - Willem I in opvolging van Bertrand I
- Vendôme - Jan I opgevolgd door zijn zoon Burchard IV

## Geboren
- 11 september - Minamoto no Yoriie, shogun van Japan (1202-1203)
- Alice van Armenië, echtgenote van Raymond IV van Tripoli
- Maria van Montpellier, echtgenote van Peter II van Aragon
- Sakya Pandita, Tibetaans boeddhistisch leraar
- Albrecht II, graaf van Weimar-Orlamünde (jaartal bij benadering)
- Alexios I Megas Komnenos, keizer van Trebizonde (1204-1222) (jaartal bij benadering)
- Alexios IV Angelos, keizer van Byzantium (1203-1204) (jaartal bij benadering)
- Burchard van Avesnes, baljuw van Henegouwen (jaartal bij benadering)
- Engelram III van Coucy, Frans edelman (jaartal bij benadering)
- Franciscus van Assisi, Italiaans kloosterstichter (of 1181)
- Hugh Bigod, graaf van Norfolk (jaartal bij benadering)
- Peter Nolasco, Frans kloosterstichter (jaartal bij benadering)

## Overleden
- 4 januari - Frederik I (~55), graaf van Brehna
- 12 mei - Waldemar I (51), koning van Denemarken (1154/1157-1182)
- 25 juli - Maria (~46), gravin van Boulogne
- 8 oktober - Koenraad II, hertog van Meranië (1159-1182)
- Agnes van Oostenrijk (~28), echtgenote van Stefanus III van Hongarije
- Amalrik IV, graaf van Évreux
- Hendrik I, graaf van Gelre
- Jan I, graaf van Vendôme
- Maria van Antiochië (~37), echtgenote van Manuel I Komnenos, regentes voor Alexios II Komnenos
- Sönam Tsemo (~40), Tibetaans boeddhistisch leraar
- Willem VIII, graaf van Auvergne